# Audrey Withers
Pour les articles homonymes, voir Withers.
Audrey Withers est une journaliste et auteur anglaise. Elle est rédactrice en chef du magazine britannique Vogue de 1940 à 1960. 

## Biographie

### Enfance
Audrey Withers est née à Hale, le 28 mars 1905. Elle est la fille d'un médecin (Percy Withers) et de Mary Wolley Summers appartenant à une famille possédant John Summers & Sons, une entreprise exploitant une aciérie. Elle passe donc son enfance dans un milieu modeste mais confortable, entre un père médecin et une mère diplômée de l'université Somerville, Oxford : « une famille d'intellectuels à l'esprit libre ». Audrey Withers grandit avec une sœur aînée et un frère cadet. Les filles ont d'abord été éduquées à la maison par une gouvernante. Leur père avait des amis littéraires, dont le Poète lauréat, Robert Bridges et l'artiste Paul Nash.
Par la suite, Audrey Withers va en pension à l'école St Leonards (en), située à St Andrews, puis à Somerville, l'ancienne université de sa mère ; elle est diplômée d'Oxford, en 1927, en philosophie, politique et économie.

### Carrière
Cherchant du travail dans l'édition, Audrey Withers est orientée vers la vente et commence avec un travail dans une librairie de Londres, J&E. Bumpus. Elle y fait connaissance avec Alan Hay « Jock » Stewart, fils d'un musicien, et l'épouse le 2 septembre 1933.  Elle travaille ensuite dans la section publicité d'un petit éditeur de livres. Durant la crise économique des années 1930, elle perd son travail et reste sans emploi pendant plusieurs mois. Pendant cette période, elle vit d'une allocation de 2 £ versée par son oncle. 
En 1931, pourtant « peu sensible à la mode », elle répond à une annonce et obtient un nouvel emploi en tant que sous-rédactrice pour le magazine Vogue de Condé Nast. Elle grimpe les échelons à la suite du manque d'effectifs du magazine, devenant rédactrice adjointe. Mais au début de la guerre la rédactrice en chef américaine Betty Penrose doit rentrer dans son pays.
En septembre 1940, mois où commence le Blitz, Audrey Withers est nommée rédactrice en chef du magazine de mode par Harry Yoxall (en) ; « choix improbable », elle va pourtant renouveler complètement la publication britannique, élargissant la sélection des sujets et intégrant nombre de nouveaux contributeurs variés, ainsi qu'une ligne éditoriale inspirée de son éducation centre-gauche,. « Je suis très consciente que je n'aurais pas été une rédactrice appropriée de Vogue à une autre période de son histoire », écrira-t-elle plus tard. Malgré les bombardements de la capitale anglaise, Audrey Withers est convaincue que Vogue doit continuer et elle ne quitte jamais son poste : le magazine se voit alors réduit en nombre de pages, mais parait tous les mois au lieu d'un sur deux afin de soutenir l'effort de guerre auprès du lectorat féminin,. Vers la fin du conflit, elle mandate Lee Miller à faire des reportages de guerre.
Après la guerre, elle fait publier nombre de photographes devenus reconnus tels Irving Penn, Norman Parkinson, Henry Clarke, Clifford Coffin, Antony Armstrong-Jones, mais également des illustrateurs comme Christian Bérard, René Bouché ou Eric. Elle rejoint également le conseil d'administration de Condé Nast peu après sa nomination. Pour la mode au sein du magazine, elle se repose sur son équipe, mais soutient fermement les créateurs locaux. Elle exerce durant deux décennies et, à l'approche des années 1960, malade, elle se retire après 225 numéros publiés, mais reste un temps au conseil d'administration de l'éditeur,.

### AprèsVogue
Audrey Withers devient membre du Council of Industrial Design (en) ; elle s'engage en parallèle dans une vie publique et donne des conférences. Le mariage avec « Jock » Stewart est sans enfant et se termine par un divorce en 1952, après 19 ans de mariage. Elle se voit nommé en 1953 dans l'Ordre de l'Empire britannique.
Le 20 février 1953, Audrey Withers alors âgée de 48 ans, épouse Victor « Asarius » Kennett (1895-1980), un entrepreneur et photographe russe qu'elle avait rencontré pour la première fois à New York pendant la Seconde Guerre mondiale. Avec son deuxième mari, ils habitent une ferme dans l'Essex. Après sa retraite, ils voyagent beaucoup, notamment en Inde, en Amérique du Sud et enUnion soviétique}. Fin 1973 elle collabore, avec son second mari, à un livre de voyages : Palais de Leningrad,,.  Elle publie ses mémoires en 1994 sous le titre Lifespan: An Autobiography,. Elle meurt à Londres le 26 octobre 2001.